# Lai-Sang Young
Lai-Sang Lily Young (Hong Kong, 1952) es una matemática que ostenta la cátedra Henry & Lucy Moses Professorship de Ciencia, además es profesora de matemáticas y ciencia neuronal en el Courant Institute of Mathermatical Sciences de la Universidad de Nueva York. Sus intereses como investigadora incluyen sistemas dinámicos, teoría ergódica, teoría de caos, teoría de probabilidad, mecánica estadística, y neurociencia. Es especialmente conocida por volver en 1998 a introducir el método de Markov para probar el retraso exponencial de correlación en el billar de Sinái  y otros sistemas dinámicos hiperbólicos.

## Formación y carrera
A pesar de haber nacido en Hong Kong y haberse criado allí, realizó sus estudios en los EE. UU. donde se licenció en 1973 en la Universidad de Wisconsin–Madison. Más tarde se trasladó a la Universidad de California, Berkeley para proseguir sus estudios y obtuvo el máster en 1976, que completó con el doctorado en 1978, bajo la dirección de Rufus Bowen. Enseñó en la Universidad del Noroeste de 1979 a 1980, Michigan State University de 1980 a 1986, la Universidad de Arizona de 1987 a 1990, y la Universidad de California, Los Ángeles de 1991 a 1999. Es desde 1999 Moses Professor en la Universidad de Nueva York.

## Premios y reconocimientos
Young obtuvo un Sloan Fellow en 1985, y un Guggenheim Fellow en 1997.
En 1993, Young ganó el Premio Satter de Matemáticas que otorga la American Mathematical Society "por su papel destacado en la investigación de las propiedades estadísticas (o ergódicas) de los sistemas dinámicos". Este premio bienal reconoce las contribuciones excepcionales en el área de la investigación para mujeres matemáticas.
En 2004 fue elegida fellow, de la Academia Estadounidense de las Artes y las Ciencias.
Young fue conferenciante invitada en el Congreso Internacional de Matemáticos en 1994.
En 2005, presentó el Noether Lecture de la Asociación de Mujeres en Matemáticas; su ponencia se tituló "De ciclos límite a atractores extraños". En 2007, presentó la conferencia Sonia Kovalevsky, patrocinada conjuntamente por la Asociación de Mujeres en Matemáticas y la Sociedad de Matemáticas Aplicadas e Industriales.

## Selección de publicaciones
- Block, Louis; Guckenheimer, John; Misiurewicz, Michał; Young, Lai Sang (1980), «Periodic points and topological entropy of one-dimensional maps»,  escrito en Berlín, Global theory of dynamical systems (Proc. Internat. Conf., Northwestern Univ., Evanston, Ill., 1979), Lecture Notes in Mathematics 819, Berlin: Springer, pp. 18-34, doi:10.1007/BFb0086977..
- Young, Lai Sang (1982), «Dimension, entropy and Lyapunov exponents», Ergodic Theory and Dynamical Systems 2 (1): 109-124, doi:10.1017/S0143385700009615..
- Benedicks, Michael; Young, Lai-Sang (1993), «Sinaĭ–Bowen–Ruelle measures for certain Hénon maps», Inventiones Mathematicae 112 (3): 541-576, doi:10.1007/BF01232446..
- Young, Lai-Sang (1998), «Statistical properties of dynamical systems with some hyperbolicity», Annals of Mathematics, Second Series 147 (3): 585-650, doi:10.2307/120960..
- Young, Lai-Sang (1999), «Recurrence times and rates of mixing», Israel Journal of Mathematics 110: 153-188, doi:10.1007/BF02808180..
- Wang, Qiudong; Young, Lai-Sang (2001), «Strange attractors with one direction of instability», Communications in Mathematical Physics 218 (1): 1-97, doi:10.1007/s002200100379..
- Young, Lai-Sang (2002), «What are SRB measures, and which dynamical systems have them?», Journal of Statistical Physics 108 (5-6): 733-754, doi:10.1023/A:1019762724717..